# مونتي ارجنتاريو
مونتي ارجنتاريو هي كومونا وشبه جزيرة تابعة لمقاطعة غروسيتو في منطقة توسكانا الإيطالية، و تبعد عن فلورنسا بما يقارب 150 كيلومتر (93 ميل) جنوباً، وعن غروسيتو حوالي 35 كيلومتر (22 ميل) جنوباً . تتصل شبه الجزيرة باليابسة من ثلاث جهات والتي تشكل بحيرتين، و هما لاغونا دي بونينتي التي تقع على الجانب الغربي ولاغونا دي ليفانتي التي تقع على الجانب الشرقي من السد الأوسط.كما ان القريتان الرئيسيتان في مونتي أرجنتاريو هما بورتو سانتو ستيفانو، المدينة الرئيسية، التي تقع شمالاً، وبورتو إركول اتقع جنوباً.
يبدأ الطريق البانورامي سترادا البانورامي في بورتو سانتو ستيفانو وهو طريق به إطلالات ساحره على الساحل وأرخبيل توسكان . تحد مونتي ارجنتاريو منطقة اوربيتيلو، والتي تقع على السد الأوسط بين البحيرتين.